# كاميل بول جوسو
كاميل بول جوسو، وُلِد في 6 يونيو 1902 في نانت وتوفي في 2 أكتوبر 1986 في الدائرة العشرون بباريس، هو رسام وطابع ومصور فرنسي. كان رسامًا شرقيًا، وعرض أعماله في صالون دوتون في ثلاثينيات القرن العشرين، كما عرض أعماله في المغرب.

## سيرة
كاميل بول جوسو، وهو مهندس كيميائي بالتكوين، تم تعيينه في الإدارة العامة للفوسفات التابعة للحماية الفرنسية في المغرب، بمدينة خريبكة. بعد استقراره في الرباط، تمكن من التفرغ لفن النقش، خاصة على الطوابع البريدية، وانضم إلى جمعية الرسامين والنحاتين في المغرب، التي تأسست عام 1922.
في عام 1929، عرض أعماله المستوحاة من الفن الاستشراقي إلى جانب جاك ماجوريل في معرض سيمونسون الواقع بشارع كومتان في باريس. في نفس العام، عُرضت أعماله في الجناح الرسمي لفندق المأمونية بالرباط.

بعد عودته إلى فرنسا، واصل جوسو اهتمامه بالأشكال الهندسية والمساحات اللونية الواضحة، متفرغًا لمسيرته كحفار ورسام لكتب الفن.,.

## أعمال

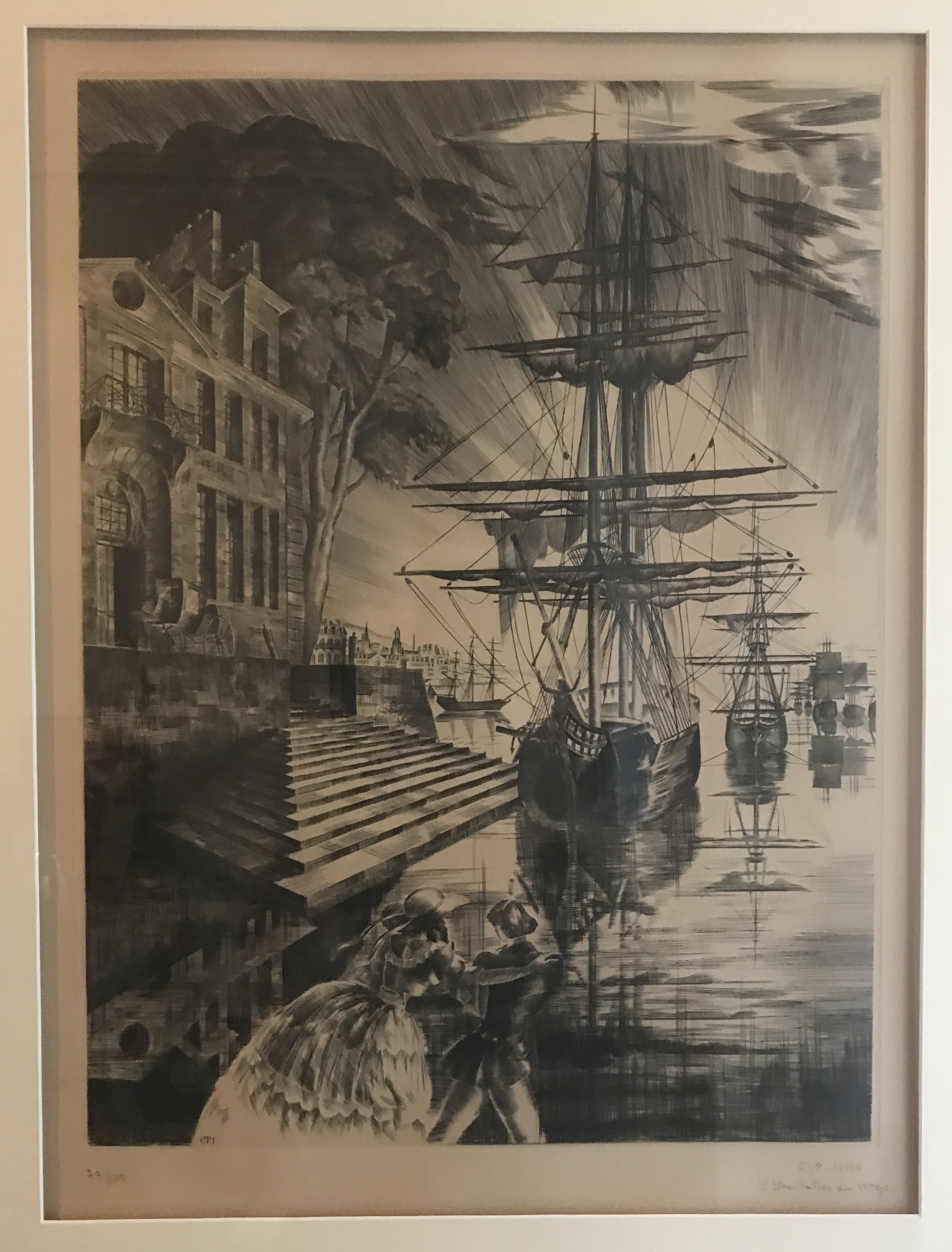
دعوة للسفر (طباعة حجرية، رقم 79/100). مجموعة شخصي.

(قائمة غير شاملة)

### النقوش والطباعة الحجرية

#### الرسوم التوضيحية
- رينيه ديكارت ، خطاب حول المنهج ، تعليقات محفورة على النحاس ، إلى التقليد، 1947
- فيكتور هوجو ، نوتردام دي باريس ، نقوش محفورة ، إصدارات لو فاسور، باريس، 1948
- فرانسوا رينيه دو شاتوبريان ، سفارة روما ، مزينة بالنقوش، مجلة لا تراديشن، باريس 1949.
- بول دوروبت ،عمليات التوضيح الأصلية"، نقش على النحاس ، 1951، رسامون آخرون، بوليت همبرت ، موريس لوروي ، ل. بيرثومي سانت أندريه، راؤول سيريس ، فيرالت
- التقويم، دفتر أبيات شعرية ، (المؤلف إميل فيرهارين)، كل شهر من شهور السنة مرسوم بواسطة فنان مختلف: ألبرت ديكاريس ، بول أدريان بورو ، بول بودييه ، جان فريلوت ، يوجين كورنو ، هنري شيفر ، أدولف بوفرير ، تشارلز جان هالو ، بيير إيف تريموا ، بول ليماجني ، روبرت جينيسون ، وأندريه فال ، دار النشر سوسيتيه دي سانت إيلوي، 1951 .
- جان دي لا فاريندي ، الأحمر والذهبي ، قصص قصيرة إسبانية، نقوش بورين، باريس، مارسيل لوبينو، 1951
- فرانسوا رينيه دو شاتوبريان ، أتالا ، نقوش الحفر، جمعية كتاب الفن، 1953
- شارلز موراس ، أنثينيا، من أثينا إلى فلورنسا ، بورينس، على حساب الفنان (داراجنيس للنشر)، 1955
- رينيه ديكارت ، رسالة في الأهواء ، إصدارات جاك فياليتاي، باريس، 1959
- أنطوان دو سانت إكزوبيري ، رحلة ليلية ، مقدمة بقلم أندريه جيد ، مدافن، باريس، موريس جونون، 1960
- جول فيرن ، رحلة إلى مركز الأرض، باريس، جونون، 1961
- جان دي لا فاريندي ، الملاحة العاطفية ، على حساب أحد الهواة، 1962
- جوزيف بيدير ، رواية تريستان وإيزولد ، نقوش بورين، مارسيل لوبينو
- نقوش الأمير بورين لميكافيللي، لا تراديشن 1948

## معارض
- 1930 - صالون الخريف
- 1932 - صالون الخريف

## الملاحظات والمراجع
1. ↑  "Josso, Camille Paul (1902-1986)". humazur.univ-cotedazur.fr. اطلع عليه بتاريخ 2024-09-17..
2. ↑  Ader. "Camille Paul JOSSO (1902-1986) - Lot 26". Ader (بالفرنسية). Retrieved 2024-09-17..